# Yves Devillechabrolle
Yves Devillechabrolle (* 10. Februar 1957 in Mourioux-Vieilleville, Département Creuse) ist ein ehemaliger französischer Fußballspieler.

## Karriere
Devillechabrolle wuchs im Limousin auf und spielte dort bei unterklassigen Vereinen, bevor er 1980 beim nahegelegenen Zweitligisten UES Montmorillon unterschrieb. In einer Mannschaft, die trotz ihrer Zugehörigkeit zur zweithöchsten französischen Spielklasse keinen Profistatus besaß, avancierte er direkt zum Stammspieler und traf im Verlauf seiner ersten Saison auf nationaler Ebene achtmal das Tor, konnte damit den Abstieg des Klubs jedoch nicht verhindern. Dank guter Beziehungen der Verantwortlichen von Montmorillon zu denen des FC Tours kam im Sommer 1981 ein Wechsel zu ebenjenem Verein zustande, womit der junge Stürmer den Sprung in die erste Liga erreichte.
Auch wenn er nicht durchgängig als Stammspieler gesetzt war, stellte er neben Bernard Ferrigno einen von zwei Flügelspielern der Mannschaft dar; für seine Schnelligkeit erhielt er in Anlehnung an den Hochgeschwindigkeitszug Train à grande vitesse den Spitznamen TGV. Dabei trat er zumeist als Vorbereiter für Ferrigno oder den Mittelstürmer Delio Onnis in Erscheinung, verbuchte selbst hingegen kaum Torerfolge. 1983 musste Devillechabrolle nicht nur den Abstieg hinnehmen, sondern erlebte auch den Weggang von Onnis, der in der Rolle des Torjägers von Omar Da Fonseca beerbt wurde; angesichts dessen blieben Torerfolge für den Franzosen eine Seltenheit, auch wenn er als Stammspieler gesetzt blieb. 
1986 unterschrieb er beim Zweitligakonkurrenten AS Béziers, wurde aber bereits im Januar 1987 an den ebenfalls zweitklassigen FC Martigues abgegeben. Bei Martigues spielte er eine geringe Rolle, weswegen er dem Verein im Sommer desselben Jahres den Rücken kehrte und im CO Saint-Dizier erneut einen Zweitligisten als Arbeitgeber fand. Zwar nahm er bei diesem eine Stammposition ein, doch musste er 1988 den Abstieg in die Drittklassigkeit hinnehmen. Zu diesem Zeitpunkt entschloss sich der damals 31-Jährige, seine Laufbahn nach 65 Erstligapartien mit vier Toren und 158 Zweitligapartien mit 16 Toren zu beenden.